# La sposa vestiva di rosa
La sposa vestiva di rosa  (The Bride Wore Red) è un film del 1937 diretto da Dorothy Arzner.

## Trama
Al Casinò di Trieste, il cinico conte Armalia dice all'amico Rudi Pai che l'unica cosa che distingue gli aristocratici dalla gente comune è la fortuna. Più tardi, nel caffè vicino, decide di provare la sua affermazione offrendo ad Anni Pavlovitch, una cantante di cabaret, del denaro e un guardaroba intero per restare due settimane in un albergo di lusso sulle Alpi, fingendosi Anne Vivaldi, una sua amica, figlia di un aristocratico.
Nella località turistica, Anni conosce Giulio, un impiegato postale di cui si innamora. Corteggiata anche da Rudi che per lei trascura la fidanzata Maddalena, Anni decide di allungare il suo soggiorno in albergo. Maddalena fa fare delle indagini per scoprire chi sia quella ragazza.
Presa tra i due corteggiatori, Anni alla fine lascerà l'albergo lasciando tutto il guardaroba che le è stato dato da Armalia, portandosi via solo il vestito che ha addosso, per raggiungere Giulio.

## Produzione
Il film - prodotto dalla Metro-Goldwyn-Mayer (MGM) (controllata dalla Loew's Incorporated) - è stato girato nelle Alpi austriache e in California, a Mammoth Lakes dal 5 giugno al 10 agosto 1937.

## Distribuzione
Il film fu distribuito dalla MGM e uscì nelle sale USA l'8 ottobre 1937.

### Date di uscita
Date di uscita IMDB
- USA	8 ottobre 1937
- Austria	1938
- Finlandia	13 marzo 1938
- Danimarca	7 aprile 1938
- Germania	10 maggio 1997	 (prima TV)

Alias
- The Bride Wore Red	USA (titolo originale)
- L'Inconnue du palace	Belgio (titolo Francese) / Francia
- Az ismeretlen lány	Ungheria
- Das unbekannte Mädchen	Austria
- Die Braut trug rot	Germania (titolo TV)
- En brud i rødt	Danimarca
- I oraia tyhodioktis	Grecia (transliterated ISO-LATIN-1 title)
- La sposa vestiva di rosa	Italia
- Punapukuinen morsian	Finlandia